# Palais Grassalkovitch
Le palais Grassalkovitch (en slovaque : Grasalkovičov palác), également appelé palais présidentiel (en slovaque : Prezidentský palác) est un bâtiment public de Bratislava, capitale de la Slovaquie.
Construit en 1760, ce palais de style baroque tardif et rococo est réalisé à la demande du chambellan de la cour de Hongrie Anton Grassalkovitch. Il accueille depuis 1996 les bureaux et la résidence officielle du président de la République slovaque. Il est voisin du palais d'été de l'archevêque, où siège le gouvernement.

## Histoire

### Du temps des Habsbourg
Ce palais royal est l’édifice baroque (baroque tardif) le plus grand et le plus important de Slovaquie. Ce monument de style rococo fut terminé en 1760 et entouré d'un très beau jardin à la française. Il fut réalisé par l'architecte Andreas Mayerhoffer à la demande du comte Anton Grassalkovitch, aristocrate croate chambellan à la Cour de Hongrie (une sorte de ministère de l'économie et des finances du royaume de Hongrie).
Il comporte beaucoup de belles pièces et un escalier impressionnant.
On peut admirer dans le parc la sculpture de Hummel et remarquer sur la façade latérale, côté Stefanikova, un panneau commémoratif de Joseph Haydn qui y donnait des concerts.
Le palais était un des hauts-lieux de Presbourg (aujourd'hui Bratislava) où l'on jouait de la musique baroque. Joseph Haydn y a présenté ici ses premières œuvres. Le comte Grassalkovitch avait aussi son propre orchestre et son ami, le comte Eszterházy, avait l'habitude de mettre à sa disposition son chef d'orchestre préféré : Joseph Haydn. Grassalkovitch était un sujet de l'impératrice Marie-Thérèse d'Autriche qui fréquentait le palais avec sa cour impériale à l'occasion de bals et de fêtes donnés en son honneur.
Haydn fut le chef d'orchestre du mariage de la fille de l'impératrice Marie-Thérèse avec Albert de Saxe-Teschen, gouverneur du royaume de Hongrie (voir le château de Bratislava). On dit que Ľudovít Štúr aurait déclaré sa flamme à son grand amour Adela Ostrolúcka pour la première fois à l'occasion d'un bal organisé par l'archiduc Étienne.
Les derniers propriétaires du palais, avant la chute de l'empire d'Autriche-Hongrie, étaient l'archiduc Frédéric de Teschen et sa femme, née princesse Isabelle de Croÿ.

### Après 1939
Le palais devint la résidence du président de la première République slovaque (c'est-à-dire de Mgr Jozef Tiso) de 1939 à 1945.
À l'époque communiste, il fut d'abord à partir de 1945 le siège du « Conseil des commissaires » (appelé aussi corps des plénipotentiaires), sorte d'instance régionale pour la Slovaquie au sein de la Tchécoslovaquie.
En 1950, le bâtiment fut transformé en « Maison des pionniers et de la jeunesse Klement Gottwald » (Ústredný dom pionierov a mládeže Klementa Gottwalda), c’est-à-dire un centre d'activité pour les jeunes de Bratislava (membres de l'organisation des pionniers). Les enfants causèrent de nombreux dommages dans le palais.
Sa restauration fut entreprise durant la phase de transition du communisme après sa chute en 1989 (la révolution de Velours).
Après sa rénovation au début des années 1990, le palais devint la résidence officielle du président de la République slovaque à  partir du 30 septembre 1996.

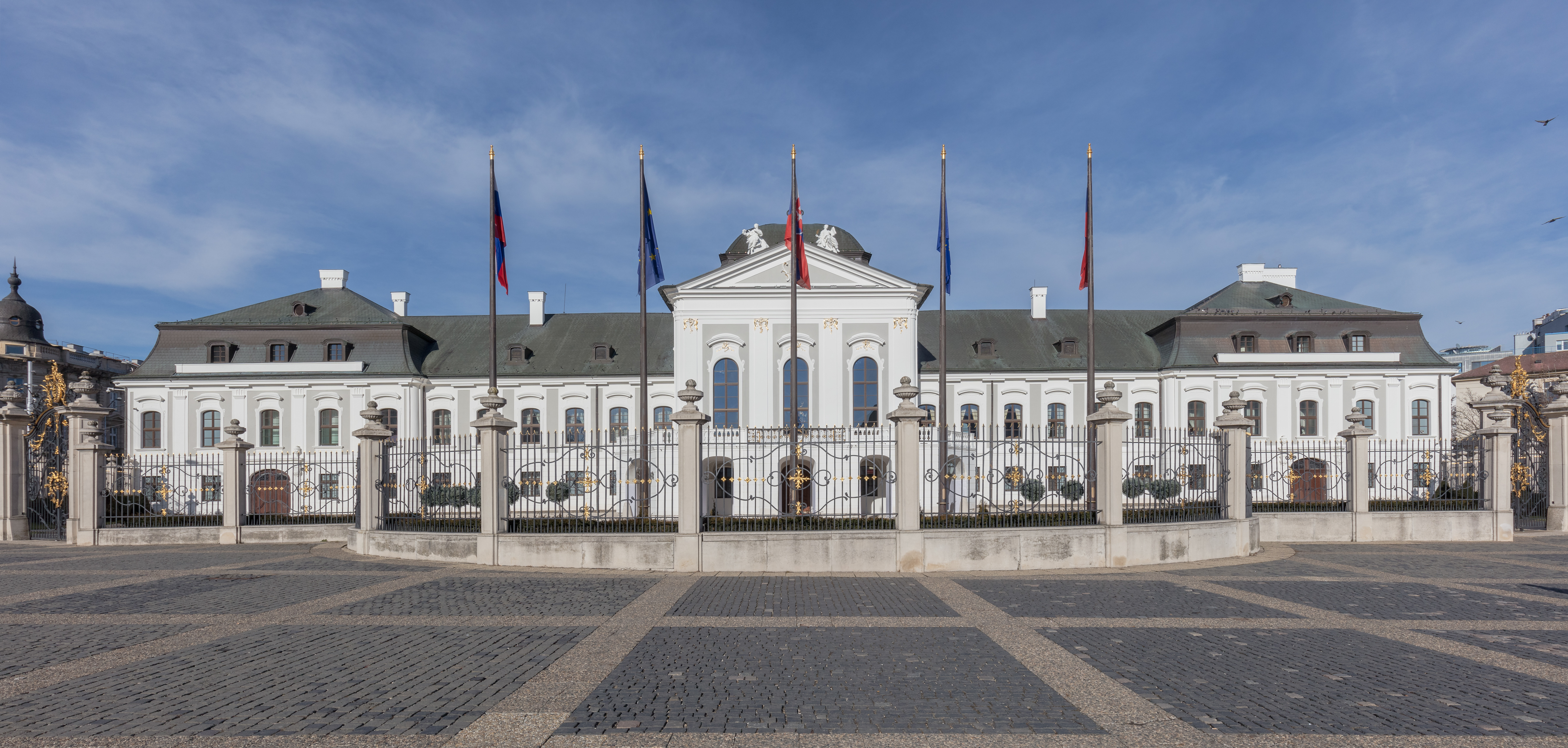
Le palais Grassalkovitch, en 2020.